# Supervoksen
Supervoksen (eng. titel Triple Dare) er en dansk ungdomsfilm fra 2006, instrueret af Christina Rosendahl efter manuskript af Mette Heeno.

## Handling
Filmens hovedpersoner er tre veninder på 15 år, der går i gymnasium på første år. I gymnasiet har de om forskellige kulturers ritualer i forbindelse med overgangen til at blive voksen. De beslutter at konfirmation er meningsløst ritual og vil lave deres eget ritual. De skriver derfor en række ting ned som de skal gøre. Det afgøres derefter ved lodtrækning hvem der skal gøre hvilke ting. Første opgave bliver at skulle tungekysse med en dreng, der kaldes Ymer. Næste opgave bliver at udgive sig for at være luder. Tredje opgave bliver at tungekysse med en anden pige. Opgaverne giver pigerne problemer efterfølgende, både internt i den lille klike og for den enkelte i forhold til identitet og selvforståelse.

## Medvirkende
- Emma Leth – Rebekka
- Cathrine Bjørn – Sofie
- Amalie Lindegård – Claudia
- Sebastian Jessen – Rebekkas storebror
- Charlotte Sieling – Rebekkas mor
- Lars Brygmann – Rebekkas far
- Cyron Bjørn Melville – Adam
- Søren Bregendal – Rasmus
- Niklas Lundstrøm – Ymer
- Simone Bendix
- Amalie Rendtorff-Smith - Kathrine
- Nikolaj Coster-Waldau - Martin